# Peter Dixon (écrivain)
Pour les articles homonymes, voir Peter Dixon et Dixon.
Peter Dixon ou Peter L. Dixon, né le 19 août 1931, est un écrivain et scénariste américain, auteur de quelques romans policiers associés au genre du thriller et de récits d'aventures appartenant à la littérature d'enfance et de jeunesse.

## Biographie
Fils d'un père écrivain qui réside sur la côte Est et d'une mère actrice qui vit sur la côte Ouest, il est ballotté pendant toute son enfance entre New York et Los Angeles. Son amour pour l'océan le pousse tout naturellement à pratiquer le surf pendant sa jeunesse. Pendant ses études, il devient lifeguard sur les plages de Los Angeles. Il se destine un temps à une carrière scientifique avant de bifurquer vers l'écriture.
Entre 1964 et 1967, il rédige une dizaine de scénarios pour la série télévisée américaine Flipper le dauphin. Il a également été l'un des créateurs de la série télévisée canadienne Cap Danger, dont il écrit plusieurs épisodes.
En littérature, après avoir rédigé de nombreux ouvrages sur le surf et d'autres sports de plein air, il se lance dans l'écriture de récits d'aventures destinés à la jeunesse. Il signe aussi quelques thrillers.
Il remporte le grand prix de littérature policière en 1972 pour Attention, les enfants regardent (The Children Are Watching), roman écrit en collaboration avec Laird Koenig. Le roman est adapté au cinéma en 1978 par Serge Leroy, avec Alain Delon et Sophie Renoir.

## Œuvre

### Romans
- The Silent Adventure (1968)
- The Children Are Watching (1970), en collaboration avec Laird Koenig Publié en français sous le titre Attention, les enfants regardent, traduit par Claude Mourthé, Paris, Éditions Hachette, 1972, 264 p. (BNF 35424408) ; réédition, Paris, Le Livre de poche no 7417, 1978 ; réédition dans le volume omnibus Laird Koenig 1, Paris, Librairie des Champs-Élysées, « Intégrales », 1995
- Ballooning (1972), en collaboration avec Jay Fiondella
- The True Love (1981) Publié en français sous le titre Opération Bluewater, traduit par France-Marie Watkins, Paris, Éditions Hachette, 1980, 220 p.  (ISBN 2-01-006653-7) ; réédition, Paris, Le Livre de poche no 7451, 1982
- The Olympian (1984)
- Caught in the Web.com (2013) Publié en français avant la parution en anglais sous le titre Trahison, traduit par Christophe Rosson, Paris, Éditions Yago, coll. « Coup de sang », 2011, 227 p.  (ISBN 978-2-916209-88-3)

### Ouvrages de littérature d'enfance et de jeunesse

#### SérieYoung Adventurers
- Wipe Out (1971)
- Test Run (1971), en collaboration avec Paul L. Taylor
- Deep Dive (1971), en collaboration avec Paul L. Taylor
- Silent Flight (1971), en collaboration avec Paul L. Taylor
- Fire Guard (1971), en collaboration avec Paul L. Taylor
- Fast Snow (1971), en collaboration avec Paul L. Taylor

#### Autres ouvrages de littérature d'enfance et de jeunesse
- The Homesteaders (1974)
- Sealab 2020 (1975)
- Big Billy (1990)
- Juggler (2000)
- The Colour of My Dreams (2002)
- Hunting the Dragon (2006) Publié en français avant la parution en anglais sous le titre Coulez le « Lucky Dragon », traduit par David König, Capbreton, Éditions Yago, 2007, 351 p.  (ISBN 978-2-916209-07-4)

### Autres publications
- The Complete Book of Surfing (1965) Publié en français sous le titre Le Guide complet du surf, traduit par Saskia van den Bosch, Biarritz, Éditions Atlantica, 2003, 237 p.  (ISBN 2-84394-606-9)
- Men and Waves: a treasury of surfing (1966)
- Where the Surfers Are: a Guide to the World's Great Surfing ou A Guide to the World's Great Surfing Spots (1968)
- The Silent Adventure: the Complete Book of Scuba Diving (1968)
- Men Who Ride Mountains: Incredible True Tales of Legendary Surfers (1969)
- Soaring, an introduction to the Glorious World of Sky Sports and the Freedom of Motorless Flight (1970)
- Hang Gliding: the natural High of Self-Launched Personal Flight (1977)

## Filmographie
- 1978 : Attention, les enfants regardent, film français de Serge Leroy, avec Alain Delon, Sophie Renoir et Richard Constantini.

## Prix
- Grand prix de littérature policière 1972 pour Attention, les enfants regardent[1]